# Иваново (област Благоевград)
 За другите селища с това име вижте Иваново.  
Ива̀ново е село в Югозападна България. То се намира в Община Петрич, област Благоевград.

## География
Село Иваново се намира в северните склонове на планината Огражден. Съседни на него села са селата Крънджилица и Драгуш.

## История
Според преданията село Иваново е основано преди повече от две столетия от българи от Берово, (днес в Северна Македония), които търсейки убежище от турския насилник, са намерили закрила в Огражден недалеч от легендарния връх Маркови кладенци.
В „Етнография на вилаетите Адрианопол, Монастир и Салоника“, издадена в Константинопол в 1878 година и отразяваща статистиката на населението от 1873 година, Иваново (Yvanovo) е посочено като село с 42 домакинства и 172 жители българи.
Към 1900 г. според статистиката на Васил Кънчов („Македония. Етнография и статистика“) населението на село Иваново брои общо 175 българи.
Всички християни от селото са под ведомството на Българската екзархия. По данни на секретаря на Екзархията Димитър Мишев („La Macédoine et sa Population Chrétienne“) в 1905 година в Иваново (Ivanovo) има 184 българи екзархисти.
При избухването на Балканската война през 1912 година двама души от селото са доброволци в Македоно-одринското опълчение.
Преди кооперирането на земите в него и в близката махала Занога са живели около 360 души. След 1960 година населението масово напуска селото. Голяма част от жителите на село Иваново и техните потомци днес живеят в град Петрич и село Първомай.

## Население

### Етнически състав
Преброяване на населението през 2011 г.
Численост и дял на етническите групи според преброяването на населението през 2011 г.:
|                     | Численост |
| Общо                | 3         |
| Българи             | -         |
| Турци               | -         |
| Цигани              | -         |
| Други               | _         |
| Не се самоопределят | -         |
| Неотговорили        | 1         |